# NGC 2518
NGC 2518 ist eine linsenförmige Galaxie vom Hubble-Typ E-S0 im Sternbild Luchs. Sie ist schätzungsweise 237 Millionen Lichtjahre von der Milchstraße entfernt.
Das Objekt wurde im Jahre 1886 von J. Gerhard Lohse entdeckt.